# Palazzina di Marfisa d’Este

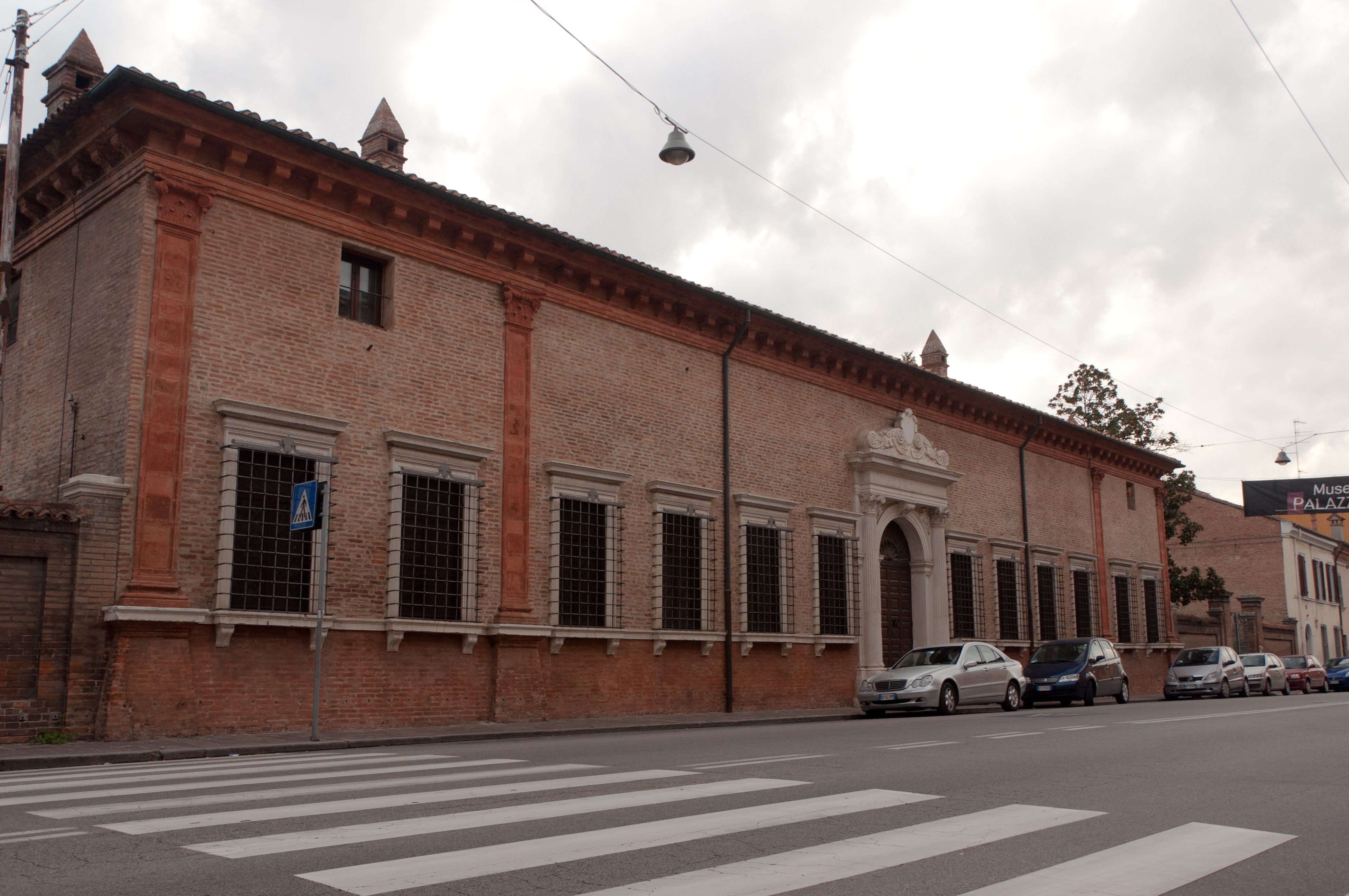
Palazzina di Marfisa d’Este

Die Palazzina di Marfisa d’Este ist ein Palast im Zentrum von Ferrara in der italienischen Region Emilia-Romagna. Sie gilt als eines der besten Beispiele in der Stadt für eine Adelsresidenz aus dem 16. Jahrhundert.

## Geschichte
Der kleine Palast wurde ab 1559 als Teil eines weitläufigen Gebäudekomplexes auf einem Gelände, das teilweise als Garten gestaltet wurde, errichtet. Diesen Komplex, der Francesco d’Este gehörte, erbte dessen Tochter Marfisa (ca. 1554–1608), die erst mit Alfonsino d’Este (1560–1578) und dann mit Alderano Cybo-Malaspina (1552–1606) verheiratet war. Marfisa lebte dort bis zum Tod ihres zweiten Gatten und weigerte sich auch nach der Übertragung von Ferrara an den Kirchenstaat, die Stadt zu verlassen, als die Familie D’Este nach Modena umzog.
Als Marfisa verschwunden war, wurde der kleine Palast Sitz der Cybo-Verwaltung bis zur Mitte des 18. Jahrhunderts; dann begann ein langsamer Niedergang des Gebäudes, das eineinhalb Jahrhunderte lang für unsachgemäße Zwecke genutzt wurde.

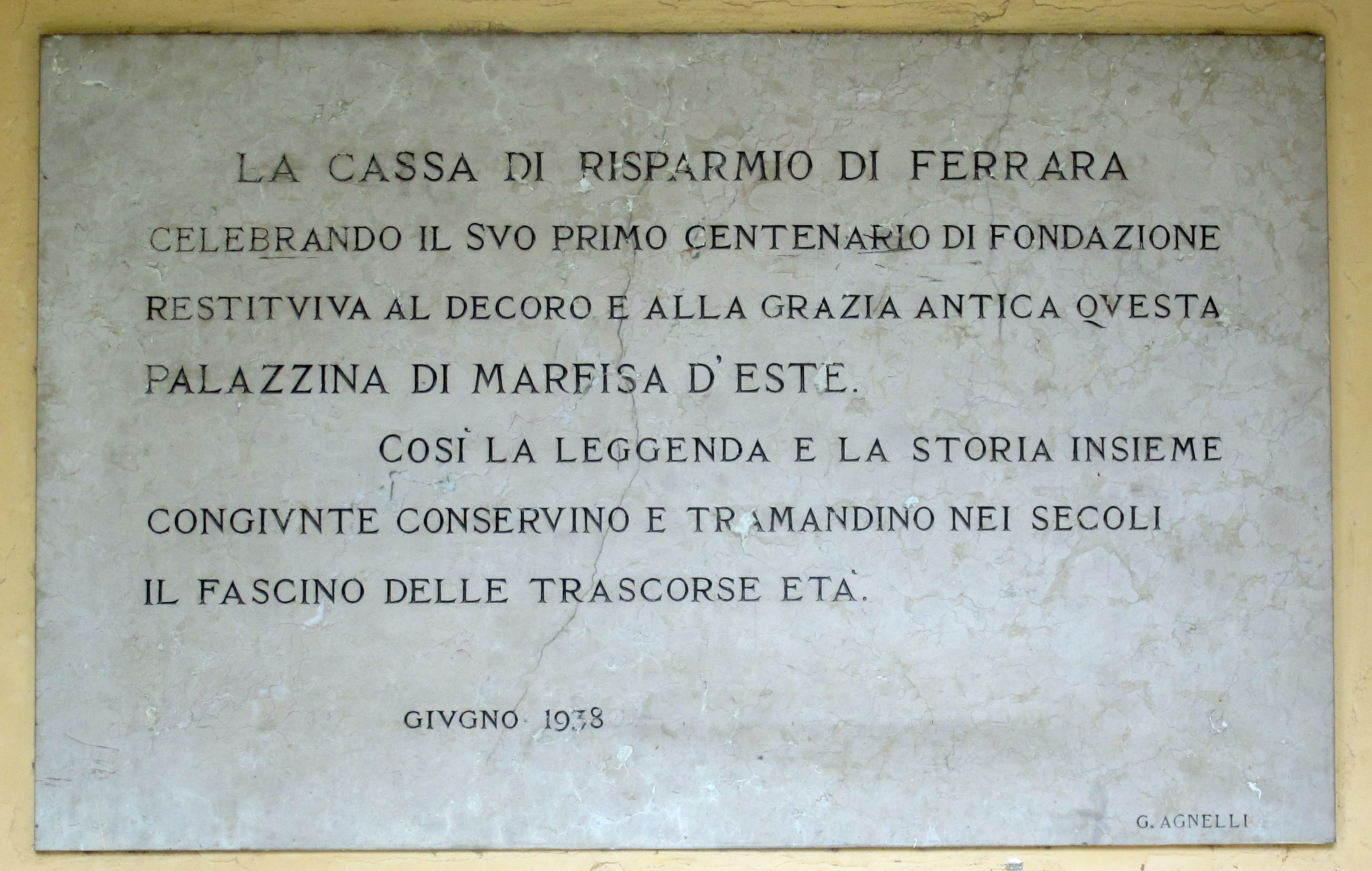
Tafel, die an die Eröffnung des kleinen Palastes als Museum im Jahre 1938 erinnert.

Zwischen 1910 und 1915 wurde der kleine Palast restauriert und viele Jahre später, 1938, wurde dort ein Museum untergebracht.

## Beschreibung

### Innenräume
Die Decken im Inneren sind mit Fresken dekoriert, die teilweise bei der Restaurierung im 20. Jahrhundert erneuert wurden. Sie werden der Werkstatt der Filippis zugeschrieben. Darüber hinaus zeugen die von Grotesken von besonderem Erfindungsreichtum und Verfeinerung. Die Möbel stammen aus dem 16. und 17. Jahrhundert und wurden teilweise in Ferrara gefertigt, teilweise wurden sie auf dem Antiquitätenmarkt erworben.

#### Sala delle Imprese
Der Sala delle Imprese (dt.: Saal der Heldentaten) oder Sala Rossa (dt.: Roter Saal) mit einer wundervollen Decke, die von Bastiano geschaffen wurde, enthält neben anderen Figuren viele Heldentaten von Francesco d’Este. Dort sind einige Werke von besonderem Interesse erhalten: Das angebliche Ritratto di Marfisa d’Este (dt.: Porträt der Marfisa d’Este), Kopie eines Originals in Mantua, die Marmorbüste von Ercole I. d’Este, ein Werk von Sperandio Savelli, und Relief Madonna in trono con San Giorgio a guerriero orante (dt.: Madonna auf dem Thron mit dem Hl. Georg und einem betenden Krieger) der Werkstatt der Lombardis.

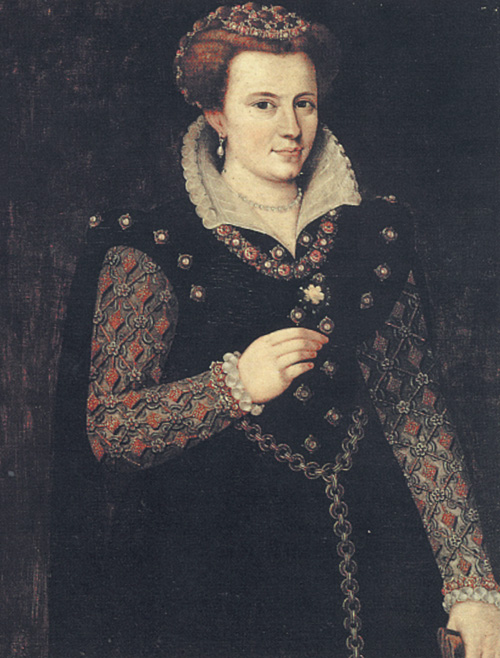
Porträt von Marfisa d’Este

#### Loggetta dei Ritratti
Die Loggetta dei Ritratti (dt.: Loggia der Porträts), die ursprünglich zum Garten hin offen war, wird von einer eleganten Dekoration aus Grotesken dominiert, in die zwei Ovale mit Porträts der Töchter von Francesco d’Este, als diese noch Kinder waren, Marfisa und Bradmente, integriert sind.

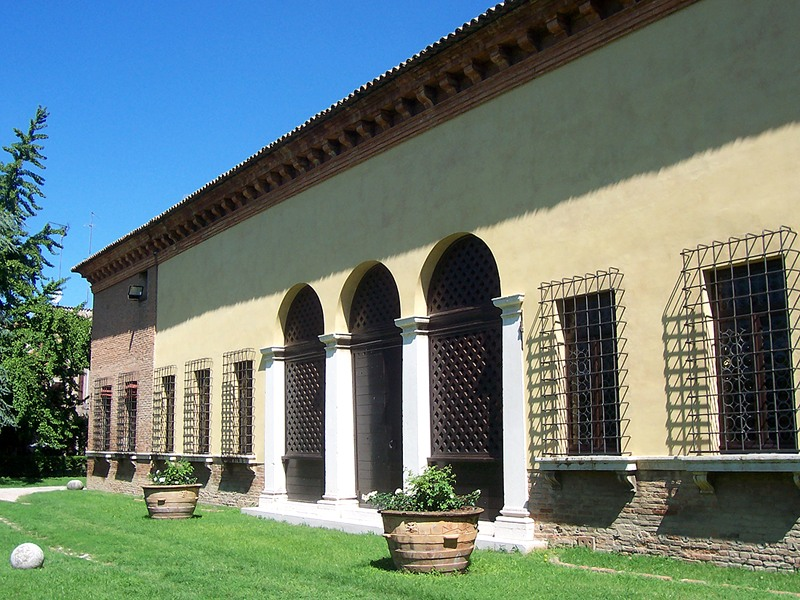
Blick auf die Gartenseite des kleinen Palastes

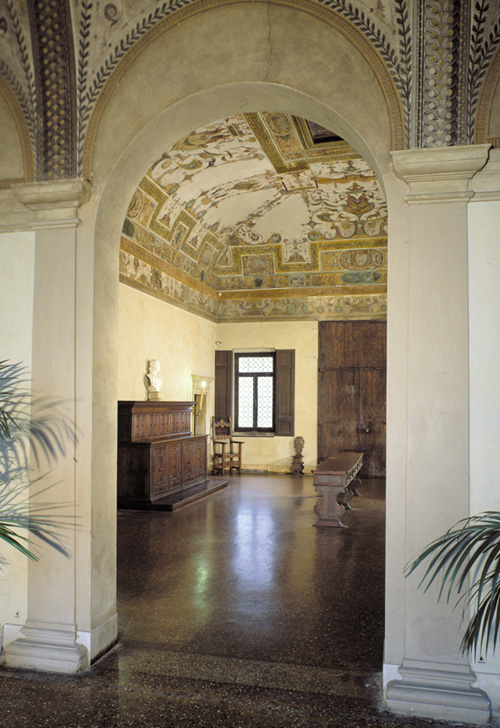
Das Innere des kleinen Palastes

#### Sala di Fetonte
Der Sala di Fetonte (dt.: Saal des Phaeton) hat eine Wand, die von einem eleganten Waschbecken aus behauenem Stein aus dem 16. Jahrhundert eingenommen wird. Auf einer anderen Wand findet sich das Porträt von Margherita Gonzaga, der letzten Gräfin von Ferrara und gute Freundin von Marfisa.

#### Sala dei Banchetti
Der Sala dei Banchetti (dt.: Bankettsaal) zeigt das typischen Mobiliar eines Speisesaals. Auf den Wänden finden sich Szenen einer Battaglia delle Amazzoni (dt. Schlacht der Amazonen) in prächtigen, von geschnitzten und vergoldeten Rahmen im Stil von Andrea Sansovino. Die Decke ist die komplexeste des gesamten Palastes mit verschiedenen Kassetten, die durch Pflanzenmotive unterteilt sind und die Heldentaten von Francesco d’Este und Szenen der Metamophosen von Ovid enthalten.

#### Studiolo
Das Studiolo ist mit bedeutenden Möbeln des 16. und 17. Jahrhunderts ausgestattet; über der Eingangstür ist das Porträt von Alfonso I. d’Este angebracht.

#### Sala Grande
Im Sala Grande (dt.: Großer Saal) kulminiert die Decke in der Mitte mit einem von Putten gestützten Pavillon. An den Wänden befinden sich zwei große Sakristeischränke aus dem 17. Jahrhundert.

#### Sala del Camino
Der Sala del Camino (dt.: Kaminzimmer) wird durch einen monumentalen offenen Kamin aus dem 16. Jahrhundert aus dem Bereich der Langobarden dominiert. An den Wänden bemerkt man ein wertvolles Ritratto di Gentiluomo (dt.: Porträt eines Gentleman) aus dem späten 16. Jahrhundert und den flämischen Wandteppich Giuditta decapita Oloferne (dt.: Judith enthauptet Holofernes).
Von den Möbeln sind besonders die venezianische Truhe aus Walnussholz mit goldenen Applikationen und vor allen Dingen ein toskanischer Schrank aus dem 16. Jahrhundert in Form eines Studiolos mit Kassetten und kleinen Skulpturen bemerkenswert. Auf einem Sideboard findet sich die klassische Büste des Kaisers Lucius Verus als Kind.

### Loggia und Garten
Vom Überbleibsel des ehemals großen Gartens erreicht man die mit Fresken versehene, falsche Loggia, die früher für Konzerte und kleine Aufführungen genutzt wurde. Es scheint, dass genau dort Aminta von Torquato Tasso erstaufgeführt wurde.
Über dem bis dahin schmucklosen Brunnen brachte man 1951 den Putto (1935) des Bildhauers Giuseppe Virgili an, den die Stadtverwaltung Ferrara kurz vorher erworben hatte. Bereits in den 1990er-Jahren war die Figur renovierungsbedürftig und 1998 konnte die Restaurierung dank der Finanzierung durch den örtlichen Lions Club unter der Leitung der Civici Musei Arte Antica durchgeführt werden. 2006 wurde dank des Engagements des Garden Club di Ferrara von dem Bildhauer Maurizio Bonora eine Kopie der Figur angefertigt, die heute auf dem Brunnen steht, während das Original im Inneren des Palastes aufgestellt wurde. Erst im Juni 2015 wurde schließlich die Tafel angebracht und die Umsetzung damit abgeschlossen.